# 邪恶娃娃屋
《邪恶娃娃屋》（西班牙語：Alma，也译为《恐怖玩具屋》、《女孩阿尔玛》）是2009年一部动画短片。由前皮克斯艺术家罗德里格·布拉斯执导。罗德里格·布拉斯之前曾为动画片《海底总动员》、《天外奇蹟》以及《冰河世纪》工作过。短片长5分钟，没有对白。描述了一位叫阿尔玛的小女孩，在一家玩具店里看到了一个与自己一模一样的娃娃，忍不住好奇，进入玩具店。当她刚刚触摸到那具娃娃的脸时，自己瞬间变成了一具玩具娃娃。
有报道称，梦工厂欲将这部短片拍成电影。